# Coryphantha jalpanensis
Coryphantha jalpanensis, conocida comúnmente como biznaga partida de Jalpan, es una especie de planta suculenta perteneciente al género Coryphantha, dentro de la familia Cactaceae. Es endémica del noreste de México (concretamente de los estados mexicanos de Querétaro, San Luis Potosí e  Hidalgo).

## Descripción

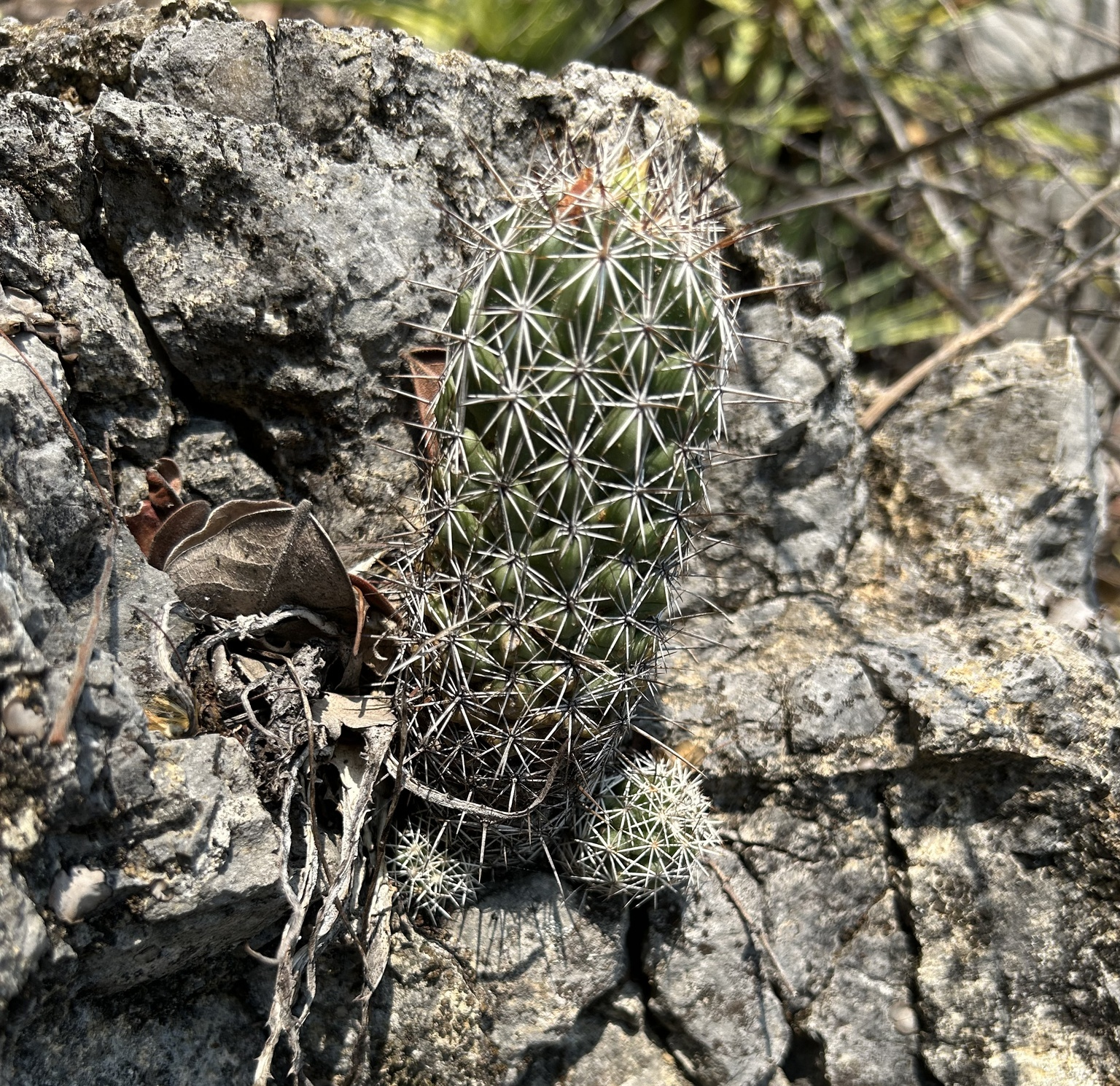
Porte de la planta

Coryphantha jalpanensis es una especie de cactus que se ramifica desde la base y forma grupos de hasta 25 cm de diámetro. Los tallos son cilíndricos, tienen la epidermis de color verde a verde oliva y alcanzan alturas de hasta 15 cm, con diámetros de 5 a 6 cm.
Los tallos están cubiertos de tubérculos cilíndricos cónicos y aplanados en el ápice. Son surcados y miden hasta 1 cm de largo, con una base de 1,1 cm. Sus axilas están cubiertas de lana blanca y tienen una glándula de néctar de color naranja a rojo.
En la punta de los tubérculos se asientan areolas redondas de 1 mm de ancho. Tienen de 3 a 4 espinas centrales de color gris a marrón claro, donde una de ellas apunta hacia arriba y mide hasta 1,7 cm de largo. Las demás sobresalen hacia los lados y miden de 0,6 a 1 cm cm de largo. También tienen de 10 a 13 espinas radiales de color blanco turbio con la punta negra. Son radiantes, rectas y flexibles. Tienen forma de aguja con la base engrosada y miden de 0,6 a 1 cm de largo.
Las flores son de color amarillo claro y tienen los filamentos de color amarillento rojizo. Miden de 4 a 4,5 cm de largo y alcanzan diámetros de 3 a 4,5 cm. 
Los frutos son de color verde claro con el ápice de color verde oliva y tienen un remanente floral. Son jugosos y miden de 1,5 a 2 cm de largo, con un ancho de hasta 1 cm. En su interior contienen semillas reniformes, de color avellano y de aproximadamente 1,7 mm de largo y 1 mm de ancho.

## Distribución y hábitat

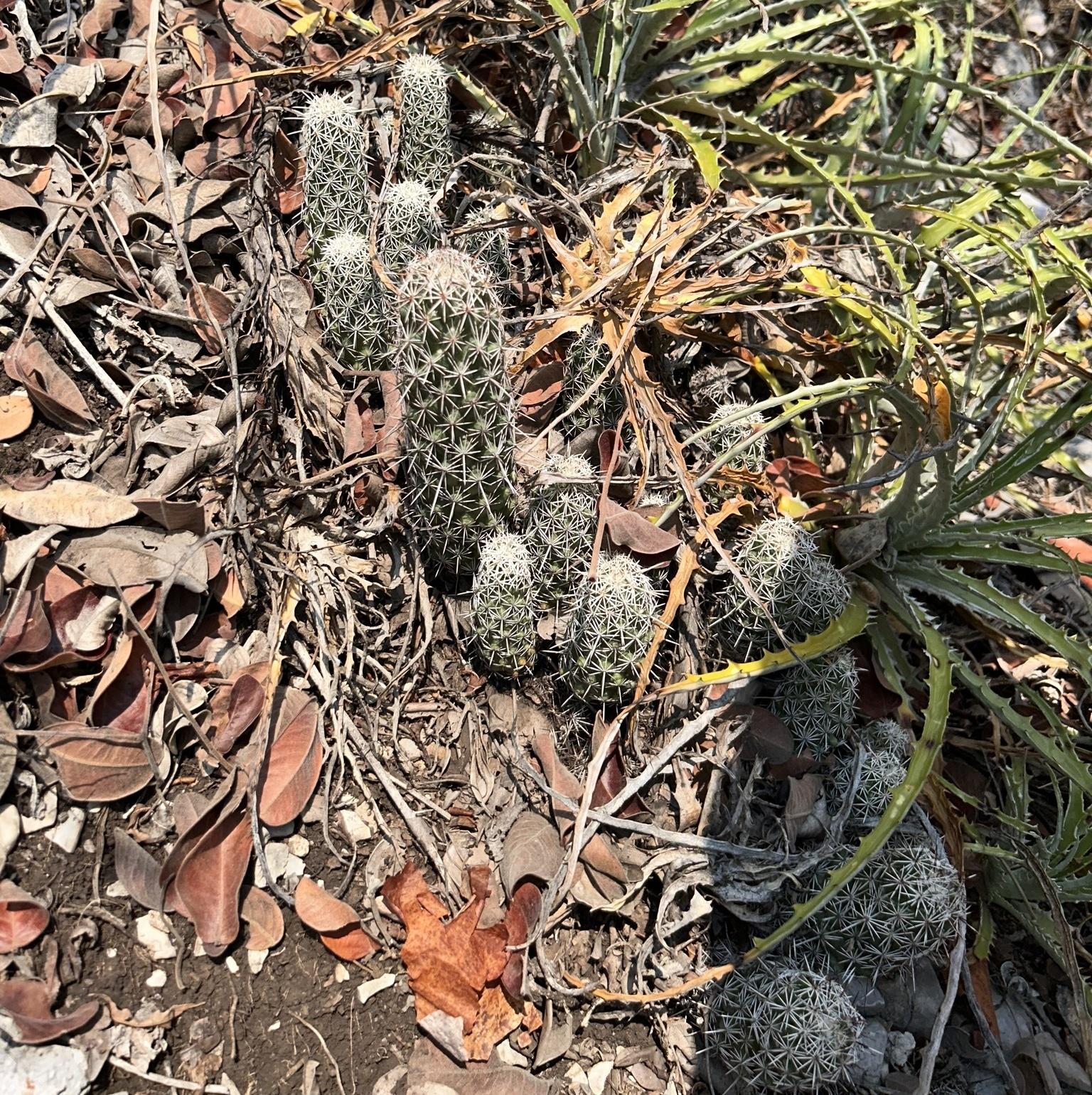
Planta en su hábitat

El área de distribución nativa de esta especie es México (concretamente de los estados mexicanos de Querétaro, San Luis Potosí e Hidalgo) y crece principalmente en biomas desérticos o de matorral seco.
Habita en grietas de rocas calizas de bosques y pastizales, a elevaciones de 700 a 1350 m s. n. m.

## Taxonomía
Coryphantha jalpanensis fue descrita por el botánico alemán Franz Georg Philipp Buchenau y publicada por primera vez en la revista científica Cactáceas y Suculentas Mexicanas 10: 36 en 1965.
Etimología
- Coryphantha: nombre genérico que deriva del griego coryphe (que significa 'cima' o 'cabeza'), y anthos (que significa 'flor'), haciendo referencia a que las flores aparecen en el ápice de los tallos.
- jalpanensis: epíteto geográfico que hace referencias al municipio mexicano de Jalpan de Serra en Querétaro, zona donde habita la especie.[6]

## Estado de conservación
En la Lista Roja de Especies Amenazadas de la UICN, la especie está clasificada como de “Preocupación Menor (LC)” y no presenta ninguna amenaza destacable.

## Usos
Se cultiva principalmente como planta ornamental y su propagación se realiza a través de semillas.